# Kernkraftwerk Tianwan
Das Kernkraftwerk Tianwan (chinesisch 田灣核電站 / 田湾核电站, Pinyin Tiánwān Hédiànzhàn) (früher Lianyungang) liegt direkt am Gelben Meer rund 30 Kilometer östlich der Stadt Lianyungang in Tianwan, Stadtbezirk Lianyun. Es handelt sich dabei um ein russisch-chinesisches Gemeinschaftsprojekt.
Das Kernkraftwerk besteht bisher aus sechs Blöcken mit insgesamt 6.080 MW elektrischer Nettoleistung. Der ersten beiden Blöcke sind seit 2007 im Regelbetrieb, die Blöcke 3 und 4 seit 2018, die Blöcke 5 und 6 seit 2020 bzw. 2021.

## Geschichte
Das Kraftwerk geht auf eine chinesisch-russische Kooperationsvereinbarung aus dem Jahre 1992 zurück. Die Planung umfasst drei Phasen. In Phase 1 und 2 werden jeweils zwei Reaktoren gebaut. Phase 1 endete 2007 mit der kommerziellen Inbetriebnahme der beiden Reaktoren und Phase 2 wurde 2018 abgeschlossen. In Phase 3 sollten ursprünglich vier Reaktoren gebaut werden, es werden aber stattdessen je zwei Blöcke in zwei Phasen realisiert. Block 5 ging im September 2020 in Betrieb, Block 6 wurde am 5. November 2021 mit dem Stromnetz synchronisiert. Der Start von Phase 4 begann mit Reaktor 7 am 19. Mai 2021, Baubeginn für Block 8 war am 25. Februar 2022.
Der Beginn der Bauphase 1 war der Baubeginn für den Reaktor Tianwan-1 am 20. Oktober 1999, für den zweiten Block am 20. Oktober 2000; es handelt sich um Reaktoren vom Typ WWER-1000/392 mit 990 MW Nettoleistung. Der Block 1 wurde am 20. Dezember 2005 zum ersten Mal kritisch. Mit dem Netz wurde er erstmals am 12. Mai 2006 synchronisiert. Der kommerzielle Leistungsbetrieb wurde am 17. Mai 2007 aufgenommen. Der zweite Reaktor wurde erstmals am 14. Mai 2007 mit dem Stromnetz synchronisiert. Er ging am 16. August 2007 in den kommerziellen Betrieb. Die Kosten der Phase 1 betrugen 3,2 Milliarden Dollar.
Die Nuklearkatastrophe von Fukushima (seit März 2011) machte der Bevölkerung bewusst, dass Kernkraftwerke direkt an der Küste nicht Tsunami-sicher sind.
Ob die übrigen zwei noch gebaut werden, war zeitweise unklar. Es erfolgte ein einjähriges Moratorium.
Der Beginn der Phase 2 war im Jahr 2008 geplant. In diesem Schritt sollten weitere zwei Reaktoren vom Typ WWER-1000/428 als AES-91 gebaut werden. Atomstroiexport erwartete damals in kürzester Zeit die Unterzeichnung der Rahmenvereinbarung zum Bau der beiden Blöcke. Nach dem Ende des einjährigen chinesischen Moratoriums aufgrund der Reaktorkatastrophe von Fukushima wurde im Dezember 2012 mit dem Bau des 3. Reaktors begonnen. Mitte August 2017 wurden die ersten Brennelemente geladen, Ende September erreichte der Reaktor erstmals eine selbsterhaltende Kettenreaktion. Tianwan-3 mit 1045 MW Nettoleistung wurde am 30. Dezember 2017 das erste Mal mit dem Stromnetz verbunden und nahm am 14. Februar 2018 den kommerziellen Betrieb auf. Es ist der 38. Kernreaktor des Landes. 
In Phase 3 sollten ursprünglich vier weitere Reaktoren der russischen Bauart WWER-1000/428 in Form des AES-91 gebaut werden. Im Dezember 2015 wurde jedoch mit Block 5 und im September 2016 mit Block 6 mit dem Bau eines heimischen Designs von CNNC begonnen. Im September 2020 ging der erste der beiden ACPR-1000 (1050 MW Nettoleistung) in den kommerziellen Betrieb über.
Block 7 und 8 werden, wie die ersten vier Blöcke, russische Druckwasserreaktoren sein, allerdings vom größeren Nachfolgetyp WWER-1200. Im Juni 2018 sind die Verträge hierzu unterzeichnet worden. Die Genehmigung durch den Staatsrat erfolgte im April 2021. Baubeginn von Block 7 war im Mai 2021, von Block 8 im Februar 2022.
Nach Realisierung aller 8 Reaktoren wird das Kernkraftwerk Tianwan mit über 8 GW elektrischer Nettoleistung das leistungsstärkste Kernkraftwerk weltweit sein.

## Reaktormodelle
Die ersten vier im kommerziellen Leistungsbetrieb befindlichen Blöcke besitzen WWER-Druckwasserreaktoren, welche von Atomstroiexport geliefert wurden. Diese speziell für China angepasste Version eines russischen Standardreaktortyps WWER-1000/392 trägt die Bezeichnung WWER-1000/428 und ist ein Design der Generation III. Dieser Reaktor ist mit westlichen Kontrollsystemen ausgestattet worden und erhielt einen zusätzlichen Schutz vor Erdbeben.
Die Blöcke 5 und 6 sind Druckwasserreaktoren vom Typ ACPR-1000, einer Generation-III-Weiterentwicklung von CGNPGs CPR-1000.
Die Blöcke 7 und 8 sind Druckwasserreaktoren vom Typ VVER-1200/491, einem Design der Generation III+.

## Störungen
Am 26. August 2008 kam es auf dem Gelände zu einer Explosion eines in der Ukraine gefertigten Transformators des ersten Reaktorblocks, woraufhin dieser sofort heruntergefahren wurde. Der Brand wurde nach fünf Stunden gelöscht. Es wurde eine Person verletzt. Der Störfall im Kernkraftwerk wurde vorerst vertuscht und erst im September 2008 bekannt gegeben.

## Daten der Reaktorblöcke
Das weltweit erste Kernkraftwerk vom Typ AES-91 hat sechs Blöcke, zwei weitere sind in Bau:
| Reaktorblock | Typ / Modell         | Netto- leistung | Brutto- leistung | Baubeginn  | Netzsyn- chronisation | Kommer- zieller Betrieb | Abschal- tung |
| ------------ | -------------------- | --------------- | ---------------- | ---------- | --------------------- | ----------------------- | ------------- |
| Tianwan-1    | DWR / WWER-1000/428  | 990 MW          | 1.060 MW         | 20.10.1999 | 12.05.2006            | 17.05.2007              |               |
| Tianwan-2    | DWR / WWER-1000/428  | 990 MW          | 1.060 MW         | 20.10.2000 | 14.05.2007            | 16.08.2007              |               |
| Tianwan-3    | DWR / WWER-1000/428M | 1.050 MW        | 1.126 MW         | 27.12.2012 | 30.12.2017            | 14.02.2018              |               |
| Tianwan-4    | DWR / WWER-1000/428M | 1.050 MW        | 1.126 MW         | 27.09.2013 | 27.10.2018            | 22.12.2018              |               |
| Tianwan-5    | DWR / ACPR-1000      | 1.000 MW        | 1.080 MW         | 27.12.2015 | 08.08.2020            | 08.09.2020              |               |
| Tianwan-6    | DWR / ACPR-1000      | 1.000 MW        | 1.080 MW         | 07.09.2016 | 11.05.2021            | 03.06.2021              |               |
| Tianwan-7    | DWR / WWER-1200/491  | 1.150 MW        | 1.200 MW         | 19.05.2021 |                       |                         |               |
| Tianwan-8    | DWR / WWER-1200/491  | 1.150 MW        | 1.200 MW         | 25.02.2022 |                       |                         |               |